# Михневский ремонтно-механический завод
Михневский ремонтно-механический завод (Михневский РМЗ) — российская компания. Полное наименование — Открытое акционерное общество «Михневский ремонтно-механический завод». Компания расположена в пос. Михнево Московской области. 
Предприятие является одним из наиболее значимых предприятий городского поселения Михнево

## История
Свою историю завод ведет с 1953 года, когда в пос. Михнево Московской области была создана производственная база треста «Центрспецстрой» Главнефтемонтажа Министерства монтажных и специальных строительных работ СССР. На начальном этапе на предприятии было освоено производство продукции, необходимой нефтедобывающей и нефтеперерабатывающей промышленности:
- холостые опоры для сварки труб
- вращатели для сварки труб
- сварочные агрегаты
- полотенца для подъёма труб
- механические трубоукладчики

Кроме того, был налажен ремонт тракторов, экскаваторов и двигателей к ним.
В период с 1973 по 1991 годы в связи с проходившими реорганизациями Михневский РМЗ был несколько раз переименован:
- Михневский опытный ремонтно-механический завод (с 06.10.1973)
- Михневский ремонтно-механический завод (с 06.07.1990)
- Михневский ремонтно-механический завод арендного предприятия треста «Центрспецстрой» (с 10.09.1991)

За этот период было освоено производство и производилась следующее оборудование и техника:
- линии для сварки и изоляции труб
- баровые установки для резки мерзлого грунта
- манипуляторы для сварки шаровых емкостей
- трубоукладчики ТГ-24 на тракторе С-80
- бульдозеры на базе тракторов Т-130, ДТ-75

В 1995 году завод преобразован в Открытое акционерное общество «Михневский ремонтно-механический завод».

## Современное состояние
За свою более чем шестидесятилетнюю историю облик завода изменился. На современном этапе развития Михневский РМЗ уделяет большое внимание своевременному техническому перевооружению и обновлению станочного парка, освоению новых технологий производства, выпуску новых видов продукции.

Сегодня завод выпускает широкий спектр коммунальной и специальной техники, металлоконструкций (торговые палатки, лестничные, газонные и ритуальные ограждения, рекламные щиты), выполняет термообработку различных изделий из металла.
Основной продукцией Михневского РМЗ является техника для строительного, коммунального и сельскохозяйственного комплекса:
- Бульдозеры
- Баровые машины
- Трубоукладчики
- Коммунальная техника на различных типах тракторов (дорожные фрезы, снегоочистители), мусоровозы
- Нестандартное оборудование (универсальные вращатели труб,устройство для бестраншейной прокладки труб, устройство для прокола грунта

## Галерея

Фотографии Михневского РМЗ
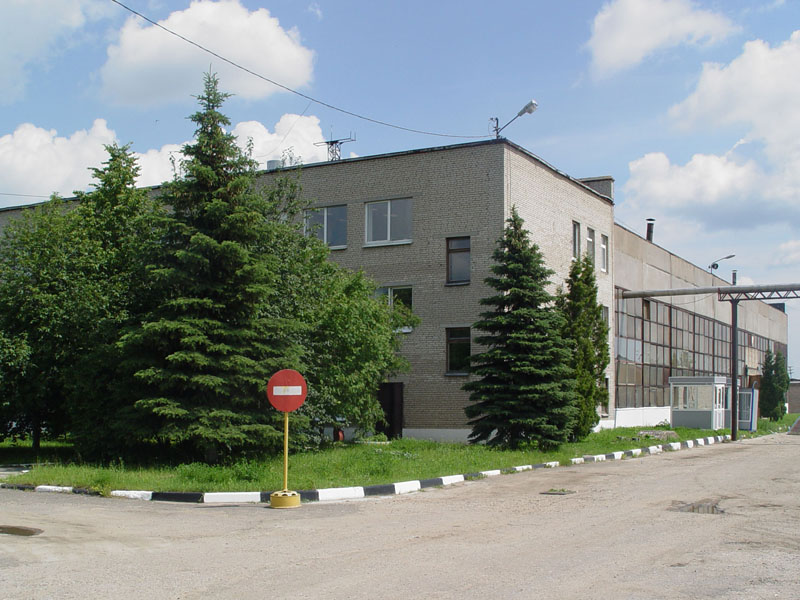
Административное здание
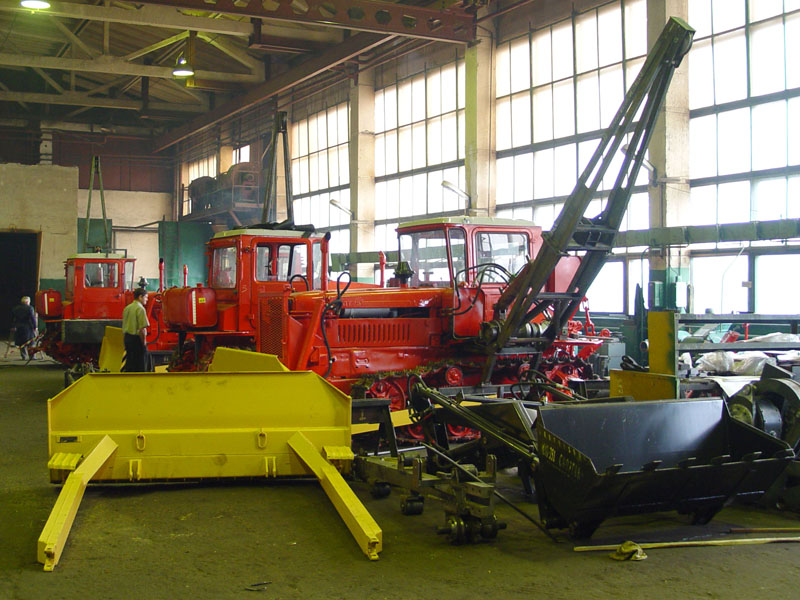
Механо-сборочных цех
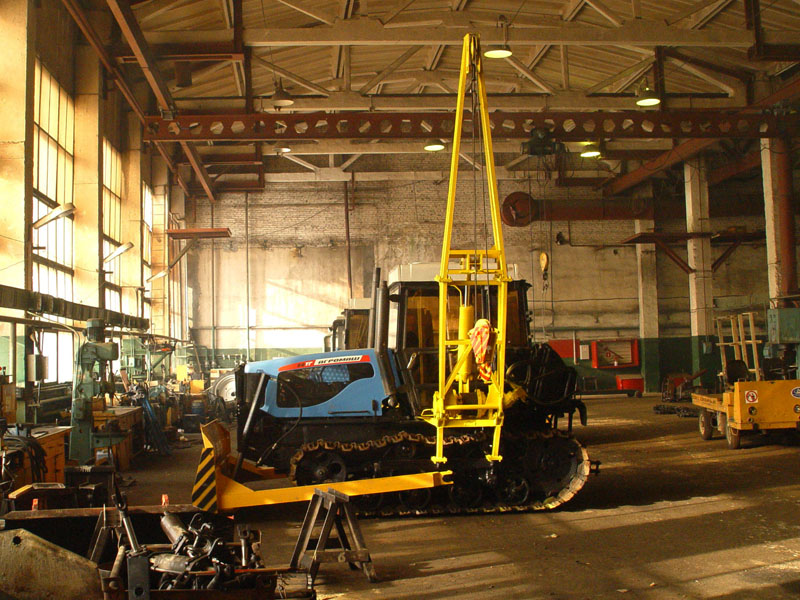
Механо-сборочных цех
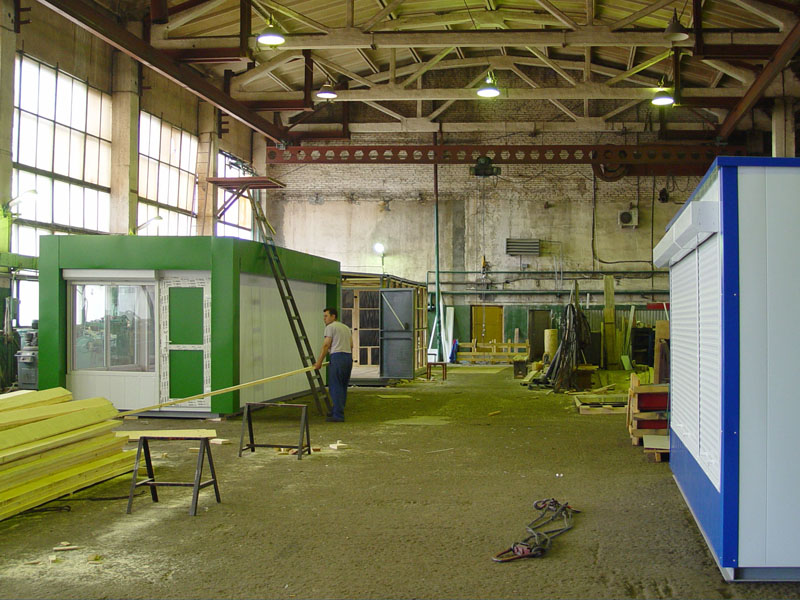
Торговые палатки